# Korado Korlević
Korado Korlević né à Poreč en 1958, est un astronome amateur et physicien croate qui édite la revue Nebeske Krijesnice.
Il est connu pour ses nombreuses découverte d'astéroïdes, et de deux comètes périodiques, 183P/Korlević-Jurić et 203P/Korlević faites depuis l'observatoire de Višnjan.
Selon le Centre des planètes mineures, il a découvert 1 295 astéroïdes, dont 132 avec un co-découvreur (principalement Mario Jurić) entre 1996 et 2001.
L'astéroïde (10201) Korado a été nommé en son honneur. Il a été lauréat du Prix Edgar-Wilson en 1999 et 2000.

## Astéroïdes découverts
| (7364) Otonkučera                                                                                             | 22 mai 1996       |     |
| (9244) Višnjan                                                                                                | 21 avril 1998     | [1] |
| (9657) Učka                                                                                                   | 24 février 1996   | [2] |
| (9813) Rozgaj                                                                                                 | 13 octobre 1998   |     |
| (9814) Ivobenko                                                                                               | 23 octobre 1998   |     |
| (10175) Aenona                                                                                                | 14 février 1996   | [2] |
| (10241) Miličević                                                                                             | 9 janvier 1999    |     |
| (10415) Mali Lošinj                                                                                           | 23 octobre 1998   |     |
| (10421) Dalmatin                                                                                              | 9 janvier 1999    |     |
| (10423) Dajčić                                                                                                | 16 janvier 1999   |     |
| (10645) Brač                                                                                                  | 14 mars 1999      |     |
| (11191) Paskvić                                                                                               | 15 décembre 1998  |     |
| (11194) Mirna                                                                                                 | 16 décembre 1998  |     |
| (11400) Raša                                                                                                  | 15 janvier 1999   |     |
| (11406) Ucciocontin                                                                                           | 15 février 1999   |     |
| (11604) Novigrad                                                                                              | 21 octobre 1995   | [3] |
| (11706) Rijeka                                                                                                | 20 avril 1998     | [4] |
| (12124) Hvar                                                                                                  | 6 septembre 1999  |     |
| (12512) Split                                                                                                 | 21 avril 1998     | [4] |
| (12568) Kuffner                                                                                               | 11 novembre 1998  |     |
| (12584) Zeljkoandreic                                                                                         | 12 septembre 1999 |     |
| (13408) Deadoklestic                                                                                          | 10 octobre 1999   | [5] |
| (22899) Alconrad                                                                                              | 11 octobre 1999   | [5] |
| Co-découvertes faites avec : 1. Petar Radovan 2. Damir Matković 3. Vanja Brcić 4. Marino Dusić 5. Mario Jurić |                   |     |